# Britton Johnsen
Britton Weaver Johnsen (Salt Lake City, Utah, 8. srpnja 1979.) je američki profesionalni košarkaš. Igra na poziciji krilnog centra, a trenutačno je član grčkog Panelliniosa. Pripadnik je Crkve Isusa Krista svetaca posljednjih dana.

## Karijera
Košarkašku karijeru započeo je na sveučilištu Utah. Kratko je u sezoni 2003./04. igrao za Orlando Magic i prosječno je postizao 2,1 poen i 2,1 skok. Sezonu 2004./05. proveo je kao član Indiana Pacersa, prosječno postizajući 2 poena i 1,7 skokova. Igrao je na ljetnoj ligi za Utah Jazz i Rocky Mountain Revue. Također je igrao i u razvojoj NBDL ligi za Fayetteville Patriotse, Bakersfield Jam, Utah Flash i Idaho Stampede. 

## Europa
Johnsen je također igrao u europskim klubovima. 2005. bio je član španjolskog prvoligaša Etose Alicantea. 2006. odlazi u grčkog prvoligaša Panelliniosa iz Atene. 2007. bio je član francuskog prvoligaša Pau-Ortheza, a 2008. članom turskog Galatasaraya. Igrao je još za grčki PAOK iz Soluna. 

## Vanjske poveznice
- Profil na stranici Turske košarkaške lige
- Profil na Basketball Doudiz.com
- Profil na Basketballreference.com